# Хорс-энд-Джоки
Хорс-энд-Джоки (англ. Horse and Jockey; ирл. An Marcach) — деревня в Ирландии, находится в графстве Северный Типперэри (провинция Манстер) у трассы R639.
Местная железнодорожная станция была открыта 1 июля 1880 года, закрыта для пассажиров 9 сентября 1963 года и окончательно закрыта 27 марта 1967 года.